# Casa Museo Eduardo Frei Montalva
La Casa Museo Eduardo Frei Montalva, ubicada en Hindenburg 683, Providencia, Santiago, Chile, fue la residencia en la que habitó las últimas cuatro décadas de su vida Eduardo Frei Montalva, y que hoy es un museo en su memoria.

## Historia
Eduardo Frei Montalva fue un abogado y político democratacristiano, presidente de Chile entre 1964 y 1970. Compró el terreno de Hindenburg 236 en 1937. La casa está ubicada en el Barrio Italia, en la comuna de Providencia, de Santiago. Fue también el hogar de Eduardo Frei Ruiz-Tagle, presidente de Chile entre 1994 y 2000, durante su niñez y juventud.
En 1942 Frei Montalva, su esposa, María Ruiz-Tagle, y sus cuatro hijas mayores se mudaron a la casa, cuya construcción estuvo a cargo del arquitecto Osvaldo Baeza. Posteriormente nacieron Eduardo (1942), Jorge (1945) y Francisco Javier (1950). Con una estructura de dos pisos, posee un estilo tradicional y austero. 
En noviembre de 1968 fue visitada por la reina Isabel II de Inglaterra en el marco de su visita de Estado a Chile.

## Museo
Es monumento histórico del país desde el 13 de mayo de 2005 y desde el 12 de mayo de 2008 funciona como museo. La Casa Museo Eduardo Frei Montalva, expone objetos del mandatario, unos 3600 libros y variadas obras de arte (350 objetos en total). Su actual propietario es Eduardo Frei Ruiz-Tagle.